# Somatogyrus decipiens
Somatogyrus decipiens är en snäckart som beskrevs av Walker 1909. Somatogyrus decipiens ingår i släktet Somatogyrus och familjen tusensnäckor. IUCN kategoriserar arten globalt som otillräckligt studerad. Inga underarter finns listade i Catalogue of Life.